# 安东尼·范戴克
安东尼·范戴克爵士（荷蘭語：Antoon van Dyck，發音：[ˈɑntoːɱ vɑn ˈdɛik]，1599年3月22日—1641年12月9日），比利时弗拉芒族画家，是英格兰国王查理一世时期的首席宫廷画家。查理一世及其皇族的许多著名画像都是由范戴克创作的。他的画像轻松高贵的风格，影响了英国肖像画将近150年。他还创作了许多圣经故事和神话题材的作品，并且改革了水彩画和蚀刻版画的技法。

## 生平

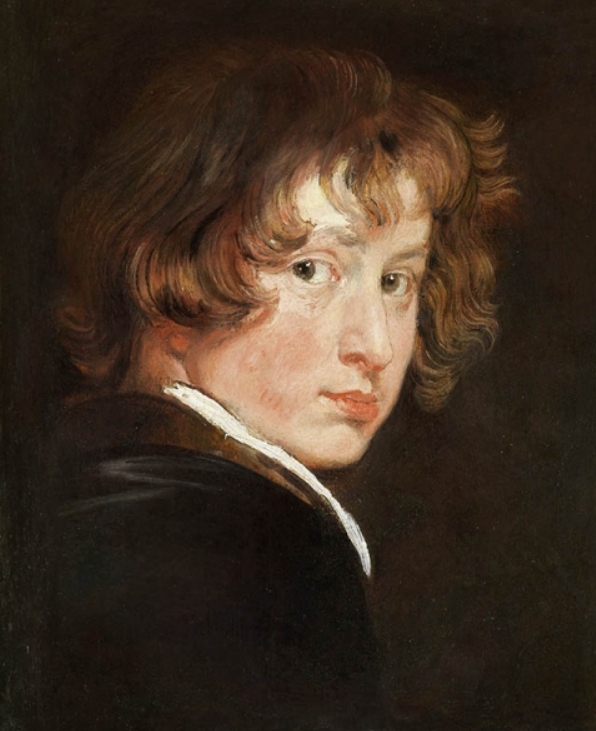
《自画像》（1613年）

### 教育
他出生于安特卫普的一个富裕家庭中，很早就显示出绘画才能，10岁就从师学画，1615年就成为一个独立的画家，建立了自己的画店。15岁时已经是一位有成就的画家，1618年就被安特卫普的艺术家行会接受为一个成员。几年内，他已经成为整个北欧最重要的大师鲁本斯的主要助手，鲁本斯当时称赞19岁的范戴克为“我最好的学生”。他如何成为鲁本斯的学生历史上没有确切的记载，可能从1613年即已经开始。1620年鲁本斯为安特卫普的耶稣会教堂画天顶画时范戴克是他的助手之一。可能正是由于鲁本斯在安特卫普的声望过于强大，所以范戴克才经常到国外去发展。

### 意大利
1620年由于白金汉公爵的弟弟鼓动，范戴克初次来到英国，为詹姆斯一世作画，收到100英镑的酬金，正是在伦敦，他在阿兰德伯爵的藏品中第一次见到提香的画，提香运用色彩的方法和造型的细微使他大开眼界，更加丰富了他从鲁本斯那里学到的艺术语汇。

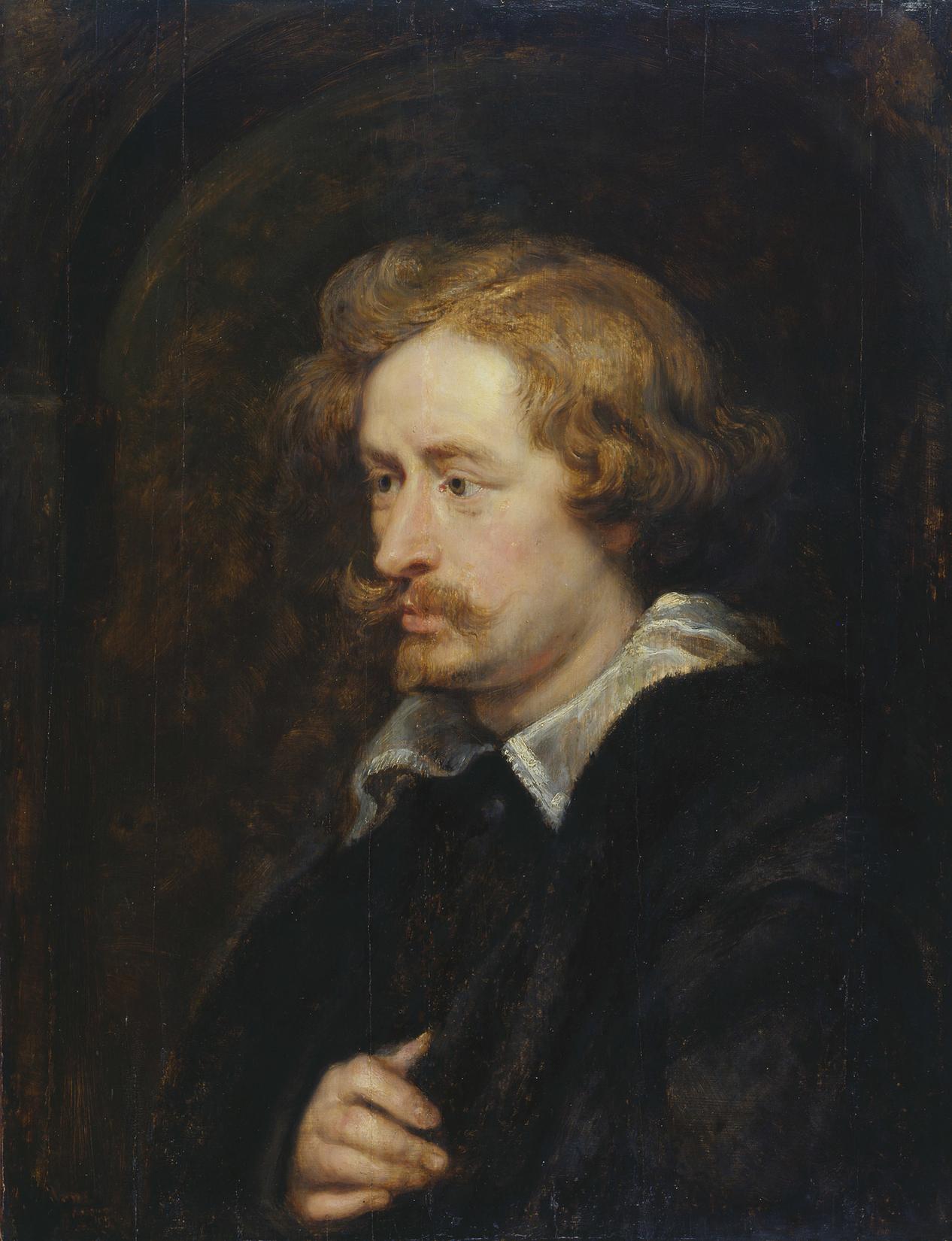
《安东尼·范戴克爵士》（1627年－1628年），彼得·保罗·鲁本斯绘

1621年，他前往意大利，在那里待了6年，从那些大师的作品里吸取营养，他和在意大利到处流浪的其他北方画家不同，到处摆出一幅贵族的姿态，穿着丝绸衣物，戴着装饰羽毛的豪华帽子，胸前装饰着金链，被一帮仆人拥戴着。
他虽然也到过巴勒莫等意大利的其他地方，但他主要停留在热那亚，他为热那亚的统治者们画肖像，创造出一种新的形式，高大的形象以一种傲慢的方式俯视观众。1627年，他回到安特卫普，在这里他为弗拉芒的顾主们创作的肖像又回到他们需要的和蔼可亲的形象。他和鲁本斯一样，非常能迎合顾主的需要，因此也可以赢得更多的订单。1630年，他成为佛兰德女公爵的宫廷画家，这一时期，他也创作了许多宗教题材的作品，包括一些祭坛画，同时开始创作版画。

### 伦敦

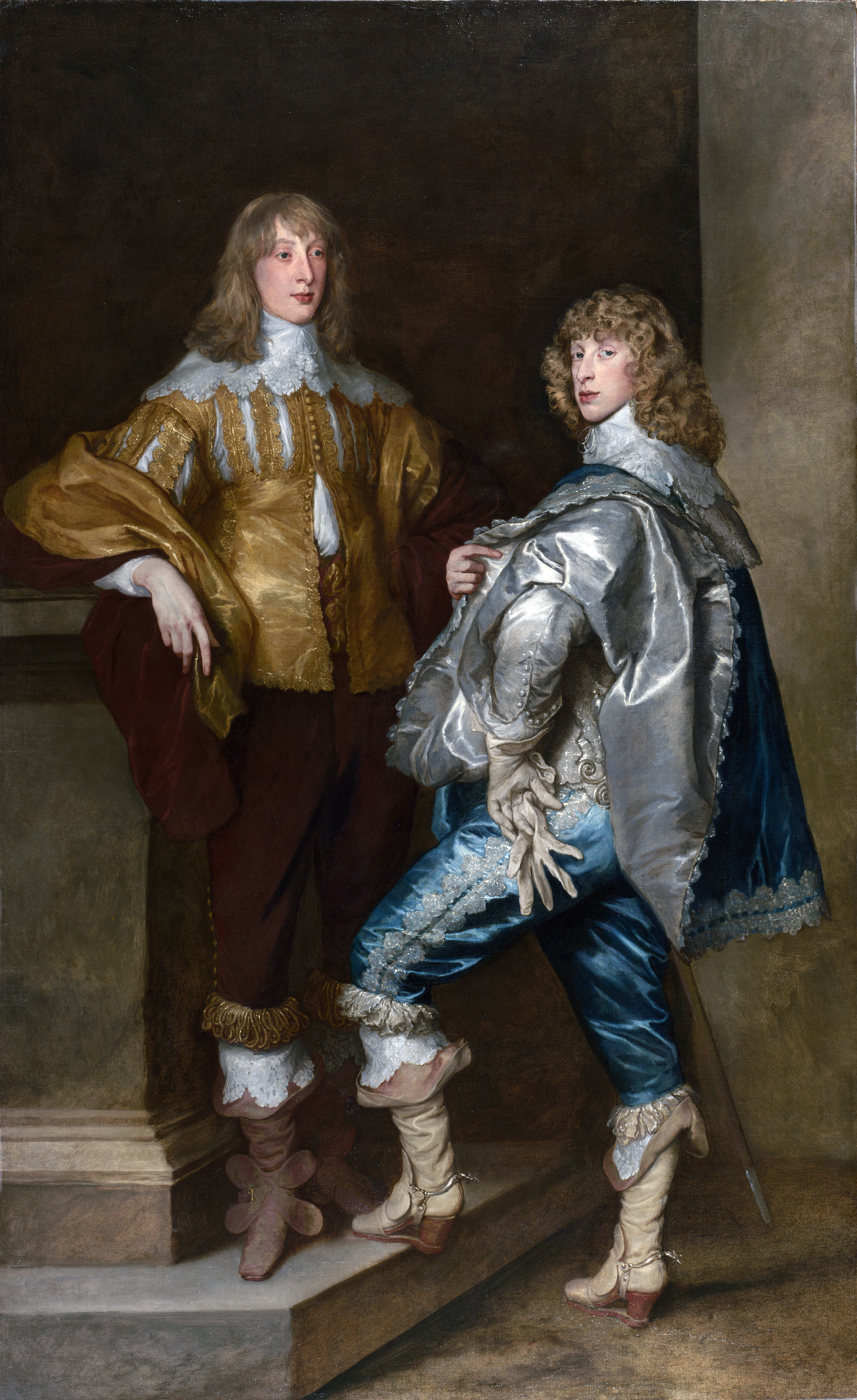
《約翰·斯圖亞特勛爵和他的兄弟伯納德·斯圖亞特勛爵》（约1638年），采用了他在英国发展出的更为隐寓的绘画方式

查理一世是英国皇室中最大方和热情的艺术品收藏家，认为艺术是提高皇室奢华的一种方式，1628年他强迫买进意大利曼图亚公爵的丰富的收藏品，而且自从1625年他即位开始就试图引进国外著名的画家，尤其看好鲁本斯，1630年，鲁本斯被邀请到英国待了9个月，受到盛情款待，并被授予骑士称号。
范戴克曾经帮助查理一世的代理买过几次画，并在海牙为查理一世的姐姐画过像，并将自己的几幅画卖给查理一世。1632年4月，他到了伦敦，立即被安置在皇宫中并被授封为骑士，7月即作为“首席宫廷画家”获得200英镑的年金，此外对与他的画作另有不菲的报酬。查理一世实际只付给他5年的年金，但在郊外给他一座房产作为画室，以防止行会的干扰，王宫内也有他一套房屋，国王和王后经常去他的画室拜访，在他在世期间，查理一世基本没有再找其他画家。

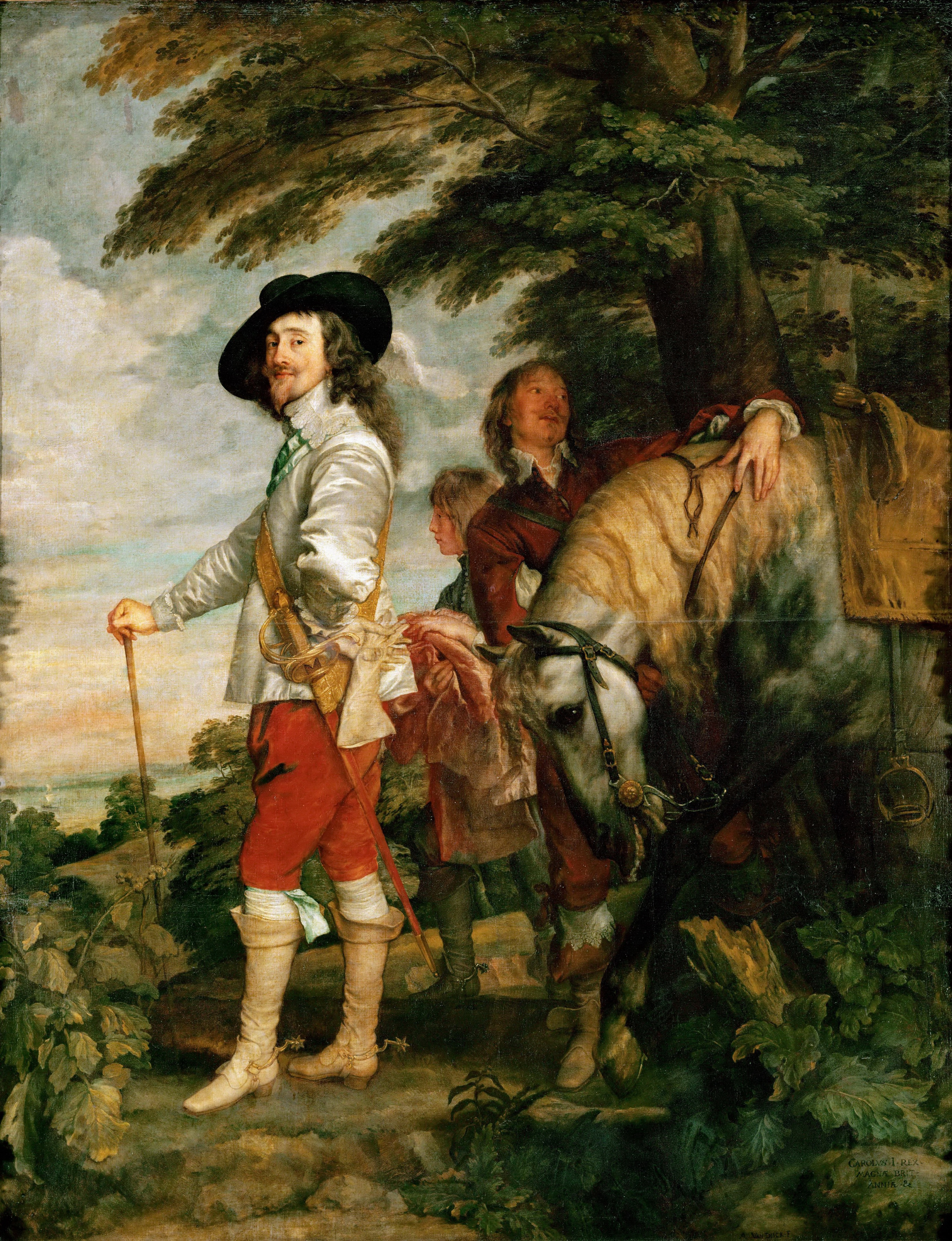
《查理一世狩猎像》（约1635年），收藏于卢浮宫

范戴克在英国绘制了许多幅国王和王后以及他们孩子们的画像，许多画像都作为外交礼品送给英国的盟友们，他大约为查理一世画了有40幅像，为王后画了30幅左右，为斯坦福伯爵画了9幅，还有为其他大臣们画的。另外还有许多自画像和为他情妇画的像，在英国他发展了自己的风格，是一种比较随意的高贵和不过分显示的权威形象，有许多肖像带有田园风味的风景背景，这种风格成为统治18世纪英国肖像画的中体风格。藏在卢浮宫的查理一世肖像显示“虽然具有君主的气质，但故意做出不经意散步的样子，使人乍一看以为是一位乡村绅士，而不是英国国王。”虽然他的画作创造出古典的骑士风范，但其实他的许多雇主在他去世后英国爆发的内战中，都站在国王的对立面了。
1634年他是在安特卫普度过的，由于国王希望他留在英国，促使他于1638年和王后的女官，卢瑟福勋爵的女儿结婚1641年，英国正在酝酿内战，他回到佛兰德，夏季在巴黎患病，立即赶回英国，很快就在家中逝世。他的妻子和情妇各为他生了一个女儿，当时只有10天大，最终都回到了佛兰德。

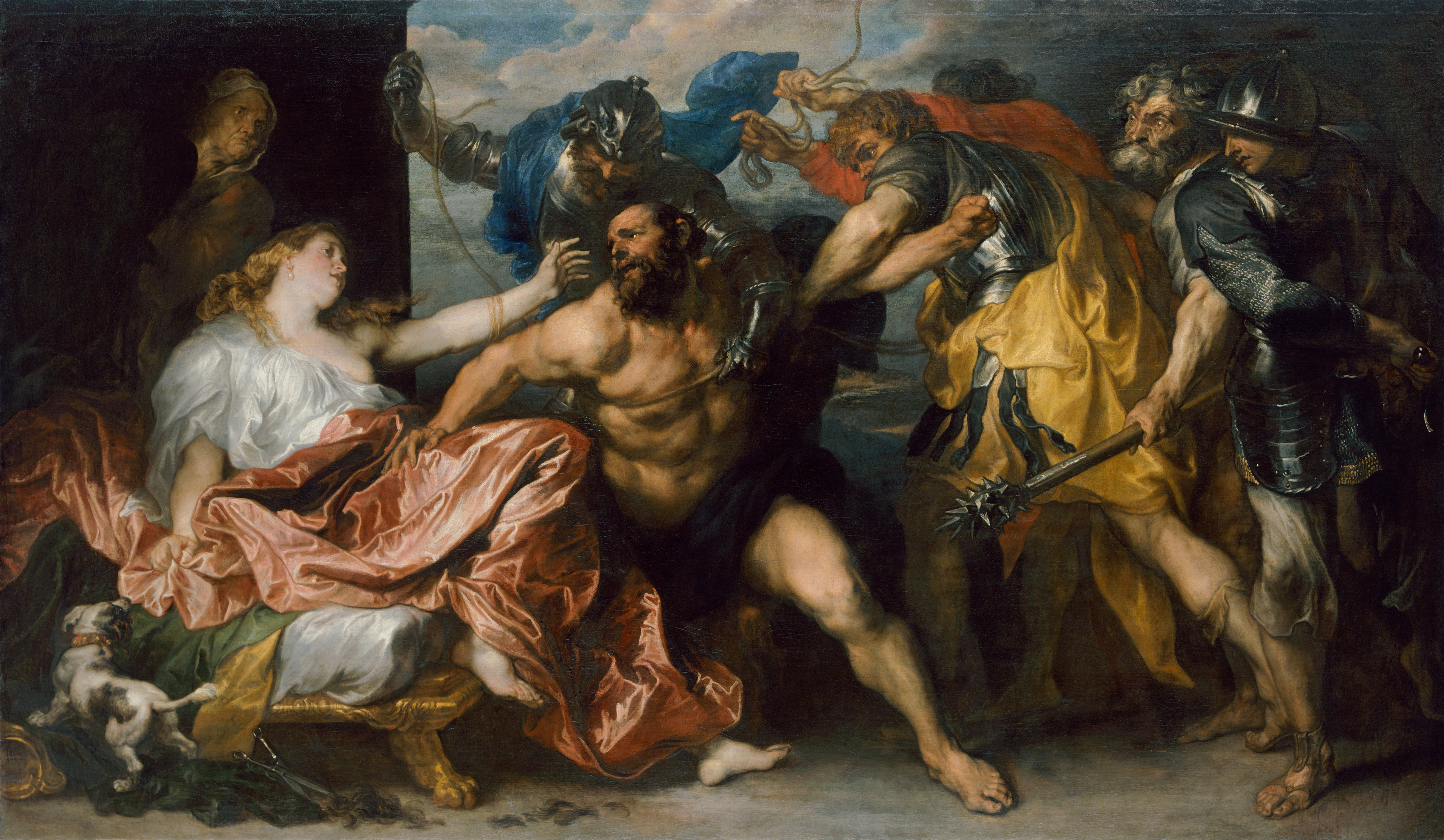
《参孙和大利拉 (范戴克，1630年)》，显示他受提香影响的色彩运用

他被安葬在圣保罗座堂，国王为他立了纪念碑。

## 油画
他在当时和委拉斯开兹是仅有的两位主要为宫廷画像的画家，因为当时的理论认为肖像画家地地位低于历史画（包括宗教画），所以画家们都是用次要精力去画肖像，即使鲁本斯虽然为欧洲许多王室画过肖像，但也尽量避免过于亲密的和他们联系。但在17世纪对肖像画的需求比对其他画作都要大。当时鲁本斯曾经为白宫画过关于嘉德勋章的历史的天顶画，但仍然有一面墙只有草图，范戴克曾经想说服让他为这些墙创作一系列的壁画，可是1638年的查理一世没有足够的财力支持。在他去世那一年，他曾经想从巴黎的大画廊获取订单，但没有成功。

亨利埃塔·瑪麗亞和侏儒胡德森爵士（1633年）

他也创作了一些历史画，实际都是宗教和神话题材的画，水準远不如委拉斯開茲的历史画，他的肖像画明显地有美化的痕迹。1641年当汉诺威女选侯会见亨利埃塔·瑪麗亞王后时写到：“范戴克的精美画作让我认为英国女人都是如此美貌，王后在画中也是非常漂亮，但当我会见她时，惊奇地发现从椅子上站起一个矮小的妇人，两只长长的皮包骨头的胳膊，牙齿向外突出……”批评家指责他将英国真实描绘肖像的的传统扼杀了。但一般认为“范戴克为当时还被排斥在世界主要艺术领域之外的英国带来真正的肖像画”。此外他也创作了一向描绘风景的钢笔和水彩画。

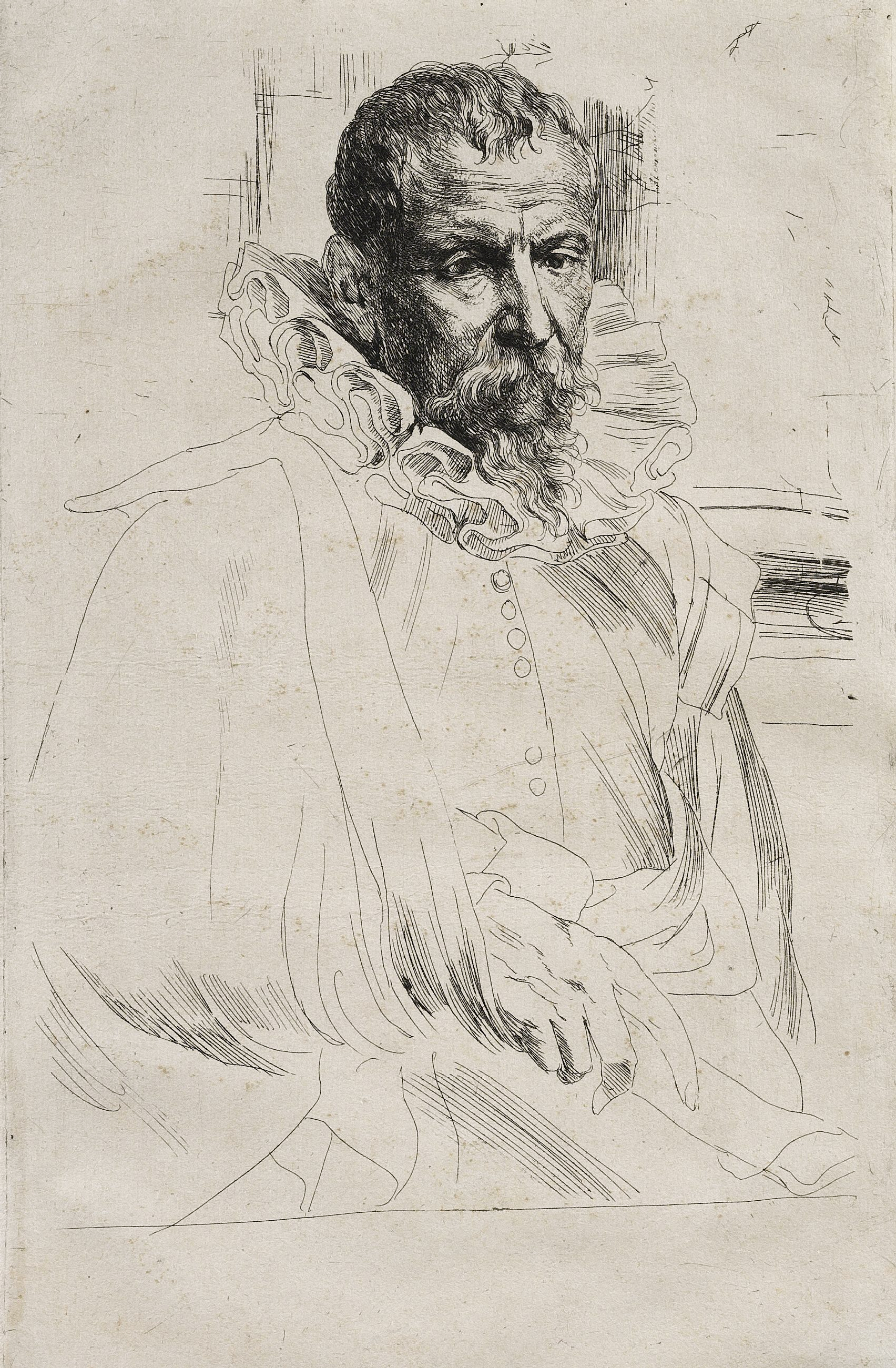
弗拉芒画家小布鲁菲尔像

## 版画
他从意大利回来，就开始描绘祭坛画，当时有许多大师没有完成的肖像版画，他自己也开始创作肖像蚀刻版画，有18幅版画头像非常细致，其他部分简略，“在他以前时代很少有肖像蚀刻版画，他的作品突然达到顶峰，已经进入真正的艺术领域。”
但他的大部分版画都是刻制自己的油画作品，在他在世期间基本没有发表过。他去世后留下80余块刻版，被印刷商买走印刷，大约印制了一个世纪，有200多幅作品流传。1851年，这些刻版被卢浮宫买走。

## 画室

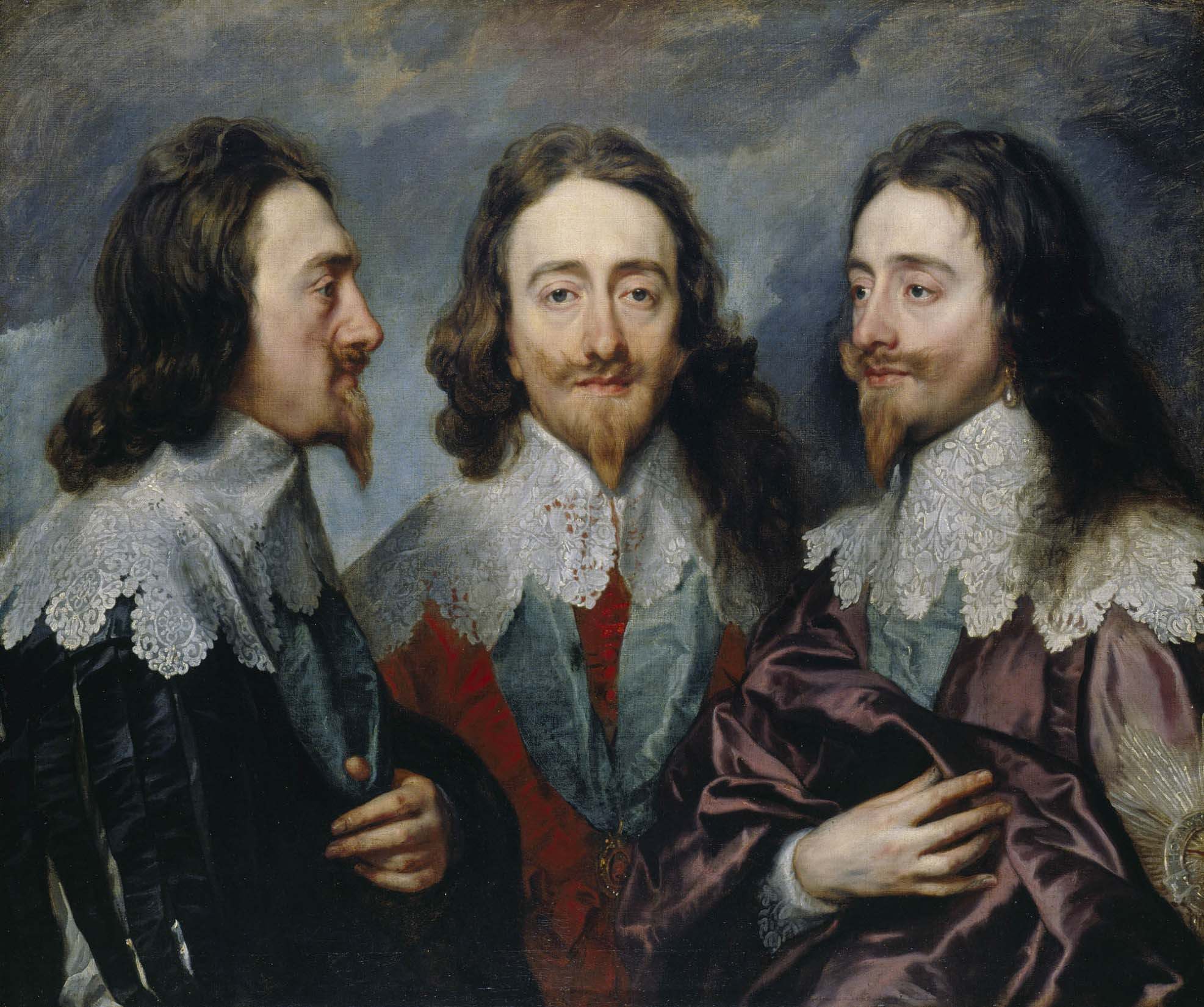
查理一世三面肖像（制作塑像用）

他的画室采用流水作业法，一般承接定订货后，他首先在纸上画出草稿，由他的助手放大到画布上，然后他自己画头像，其他部分衣服等送到外面交给其他画家完成。如果要复制基本由他的助手完成，但没有他自己画的精细，他的助手都是弗拉芒人或荷兰人，而不用英国人。所以后世他的作品量非常大，有的助手也成为英国的肖像画家。但英国本土画家没有和他的画室有联系的。

## 影响
- 19世纪在美国和英国流行他画中查理一世的胡须样式，也被称为“范戴克式”；
- 乔治三世时期一种流行的骑士服装也被称为“范戴克式”；
- 一种棕色的油画颜料被命名为“范戴克棕”；早期摄影印刷作品也使用这种颜色；

## 作品

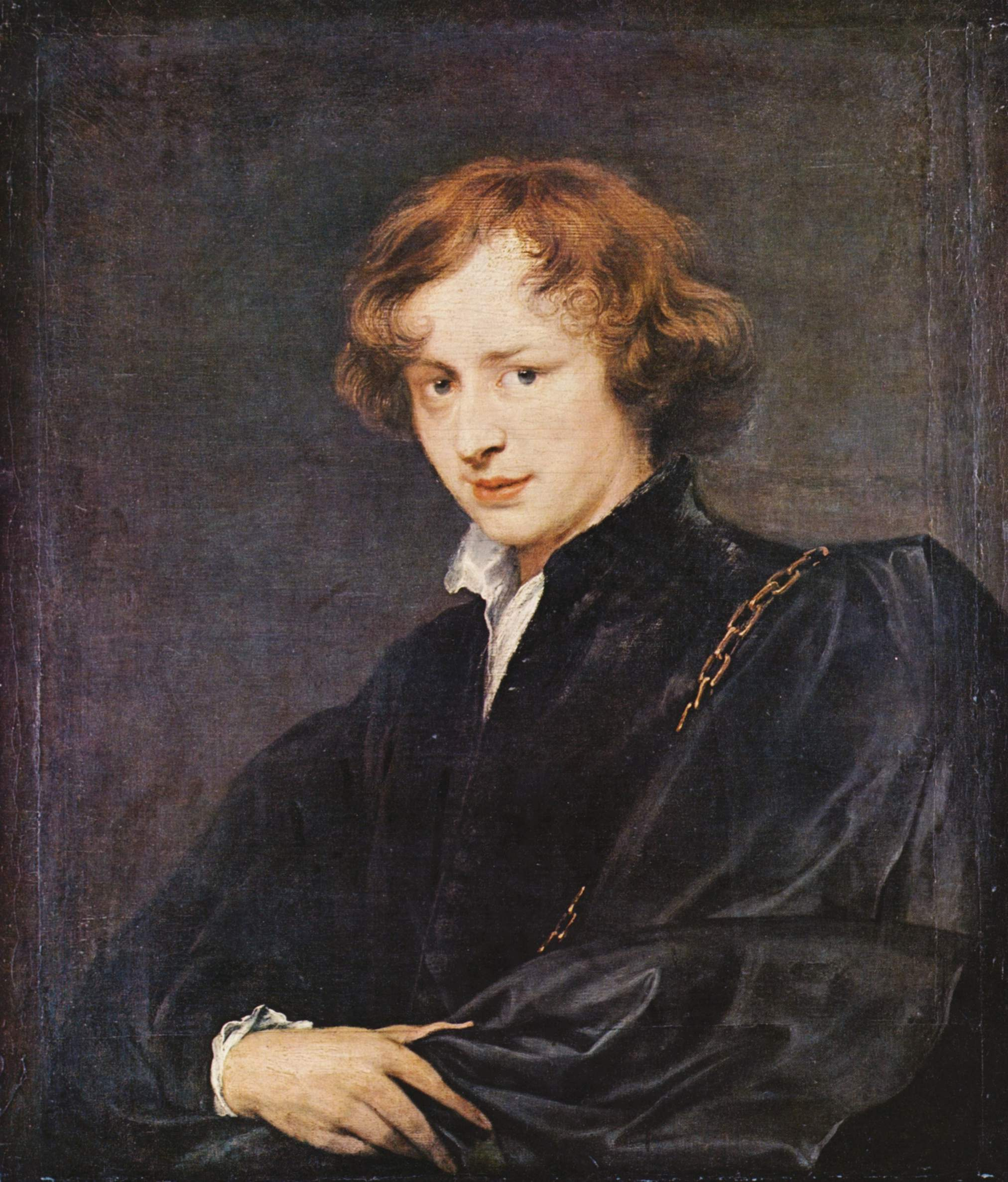
《自画像》，约1621年
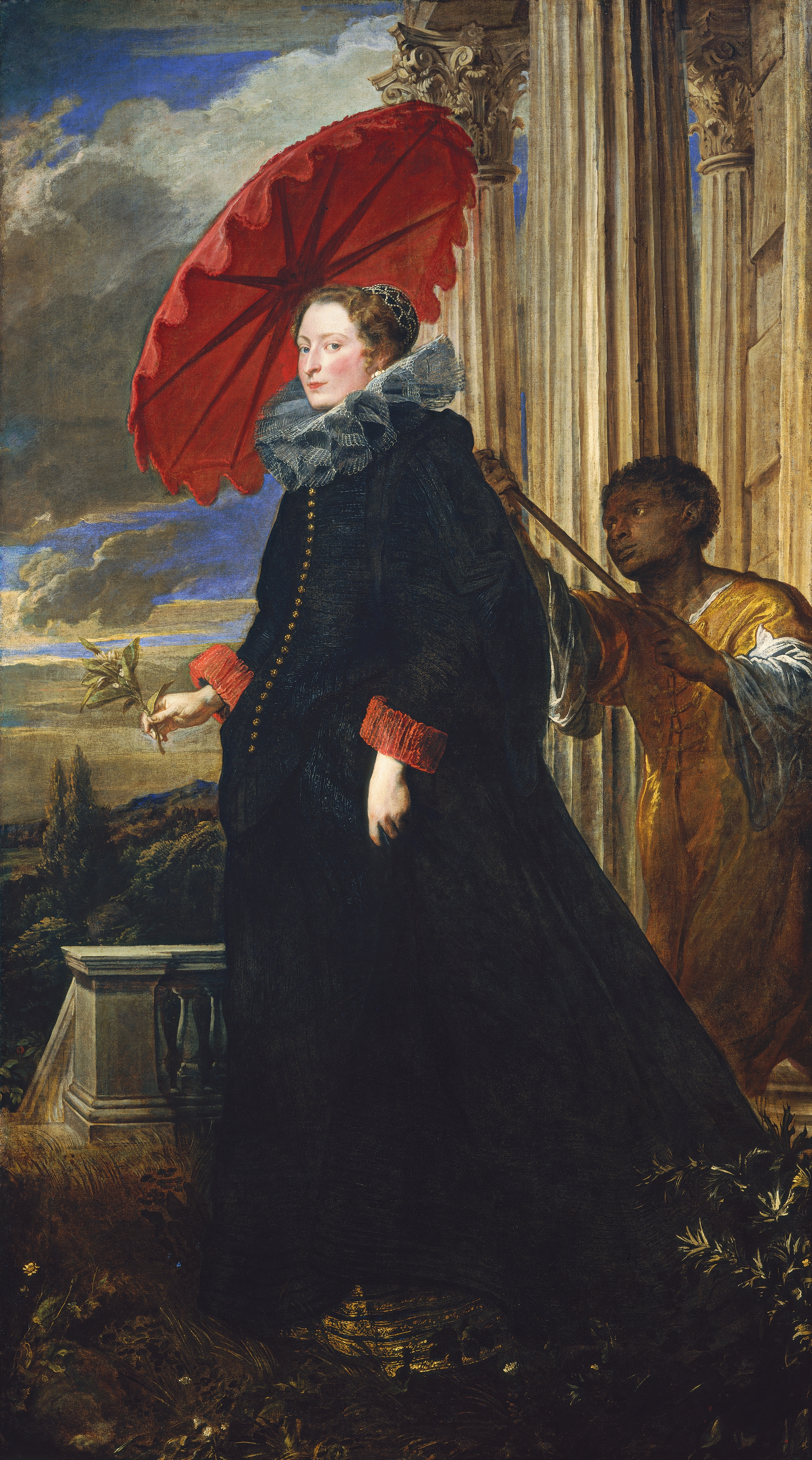
《埃莱娜·格里马尔迪·卡塔内奥肖像》，华盛顿国家美术馆，1623年
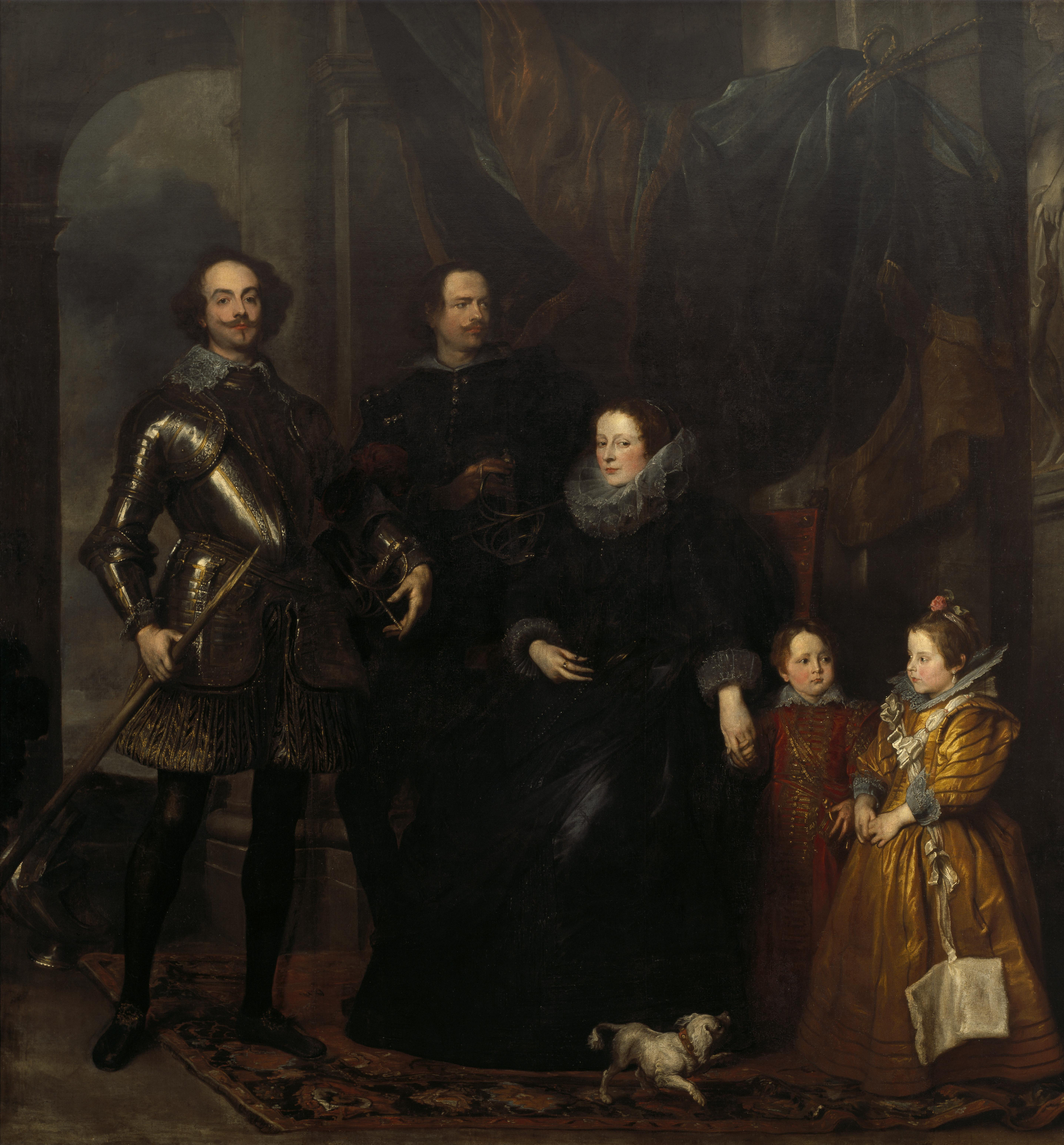
《洛梅利尼家族肖像》,（1623年）
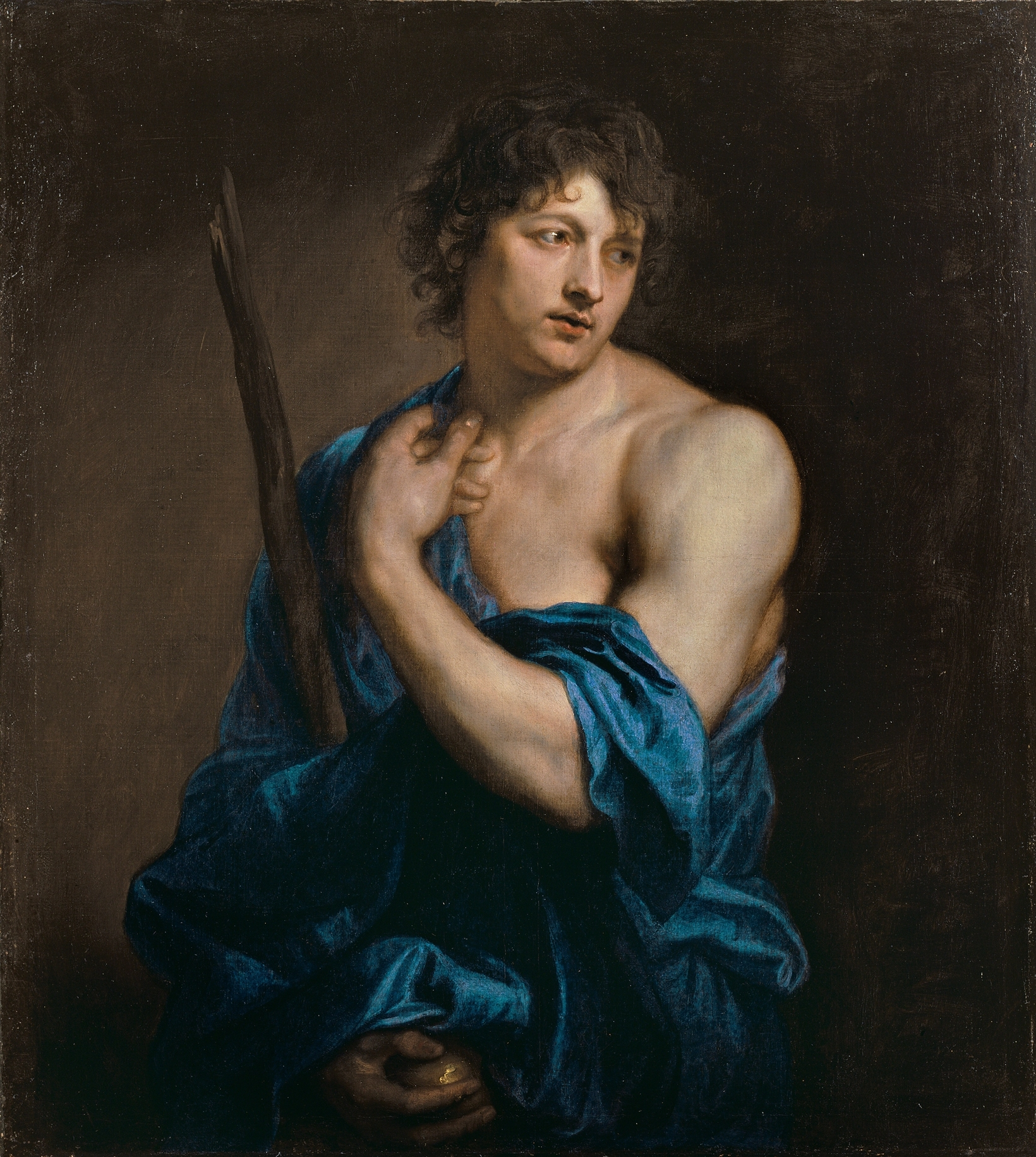
《牧羊人帕里斯》，1628年
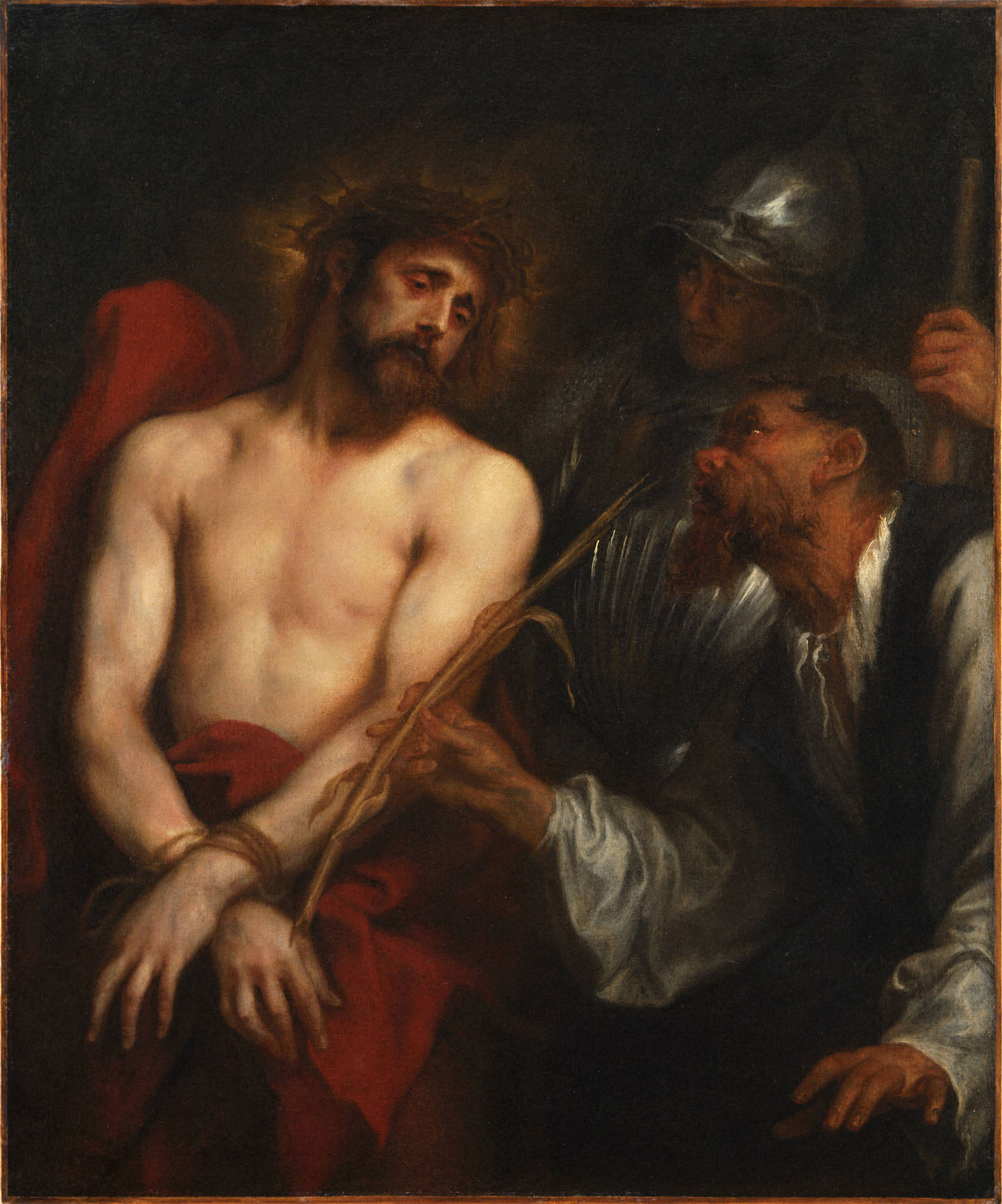
《嘲弄基督》，1628-1630年，普林斯顿大学艺术博物馆
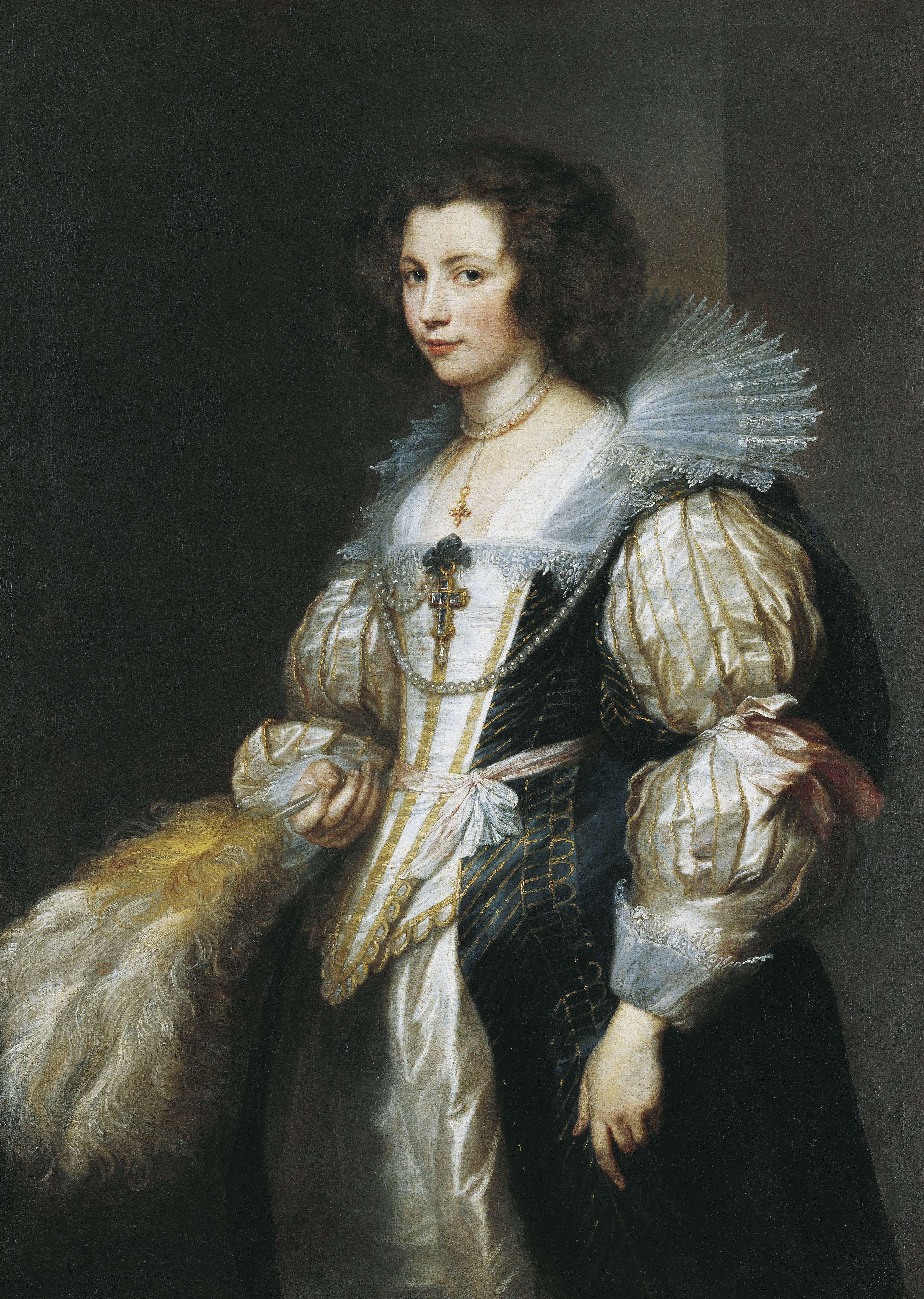
《玛丽-路易斯·德塔西斯》，安特卫普，1630年
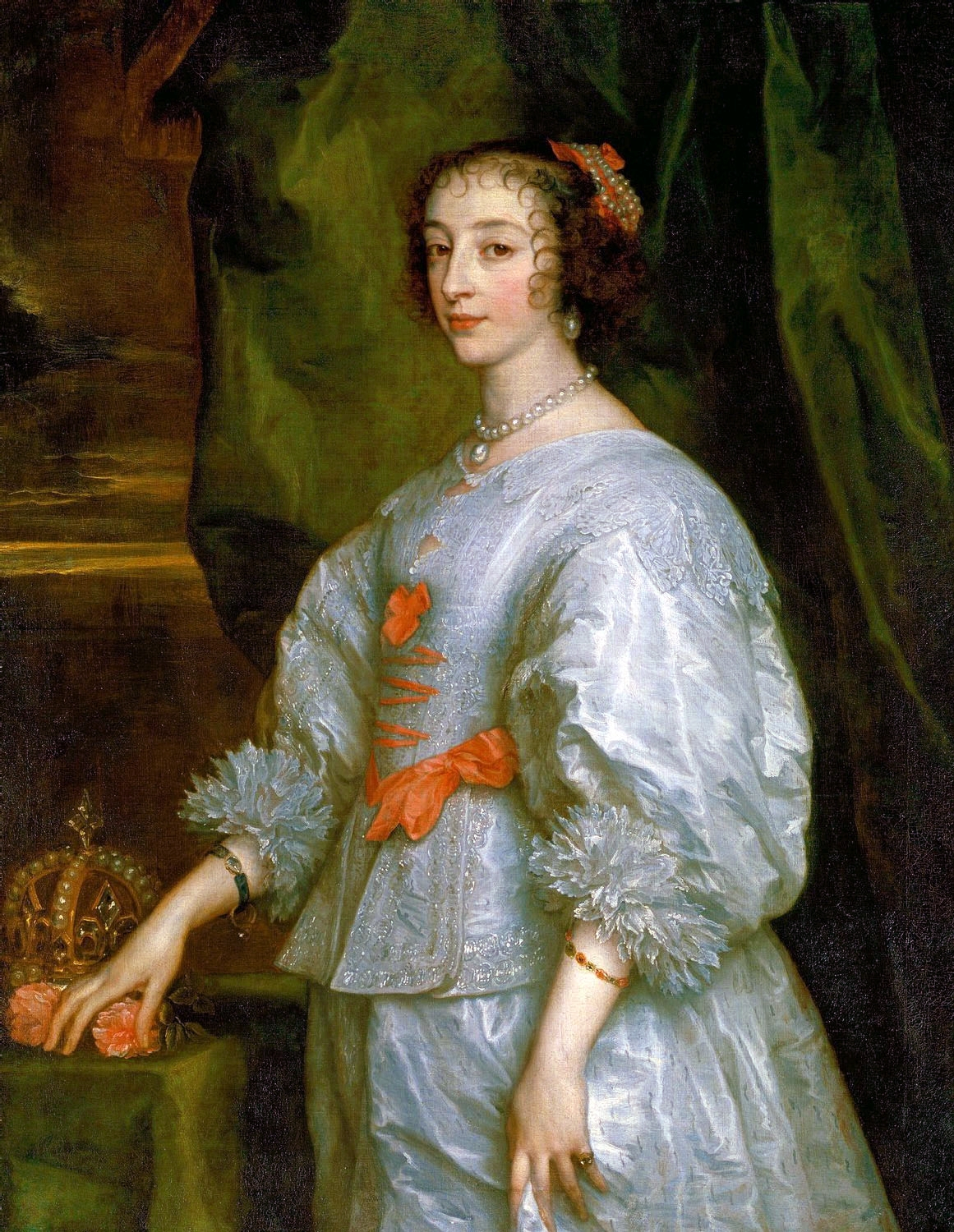
《亨丽埃塔·玛丽亚王后像》，伦敦，1632年
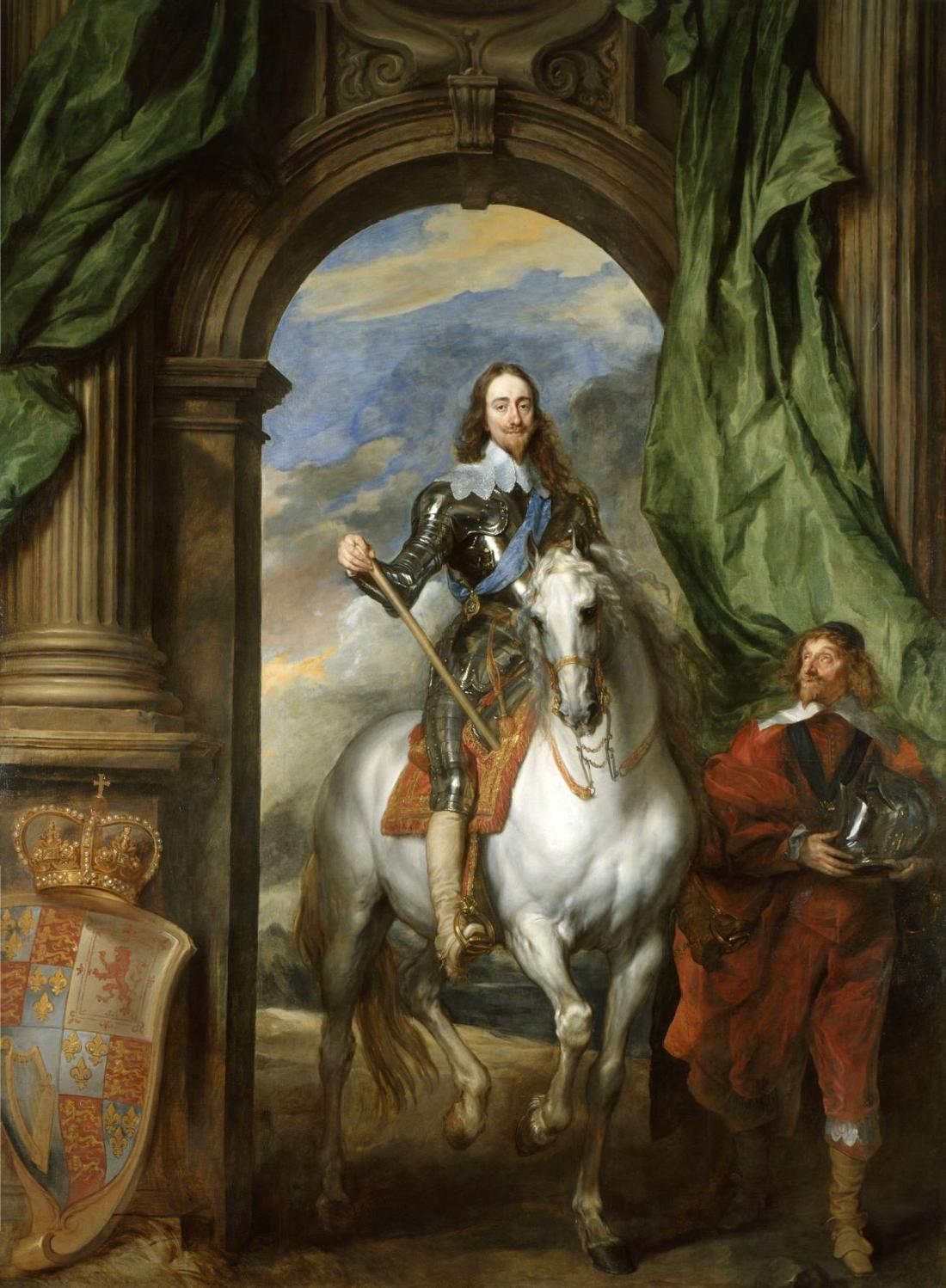
《查理一世与圣安托万先生》，1633年
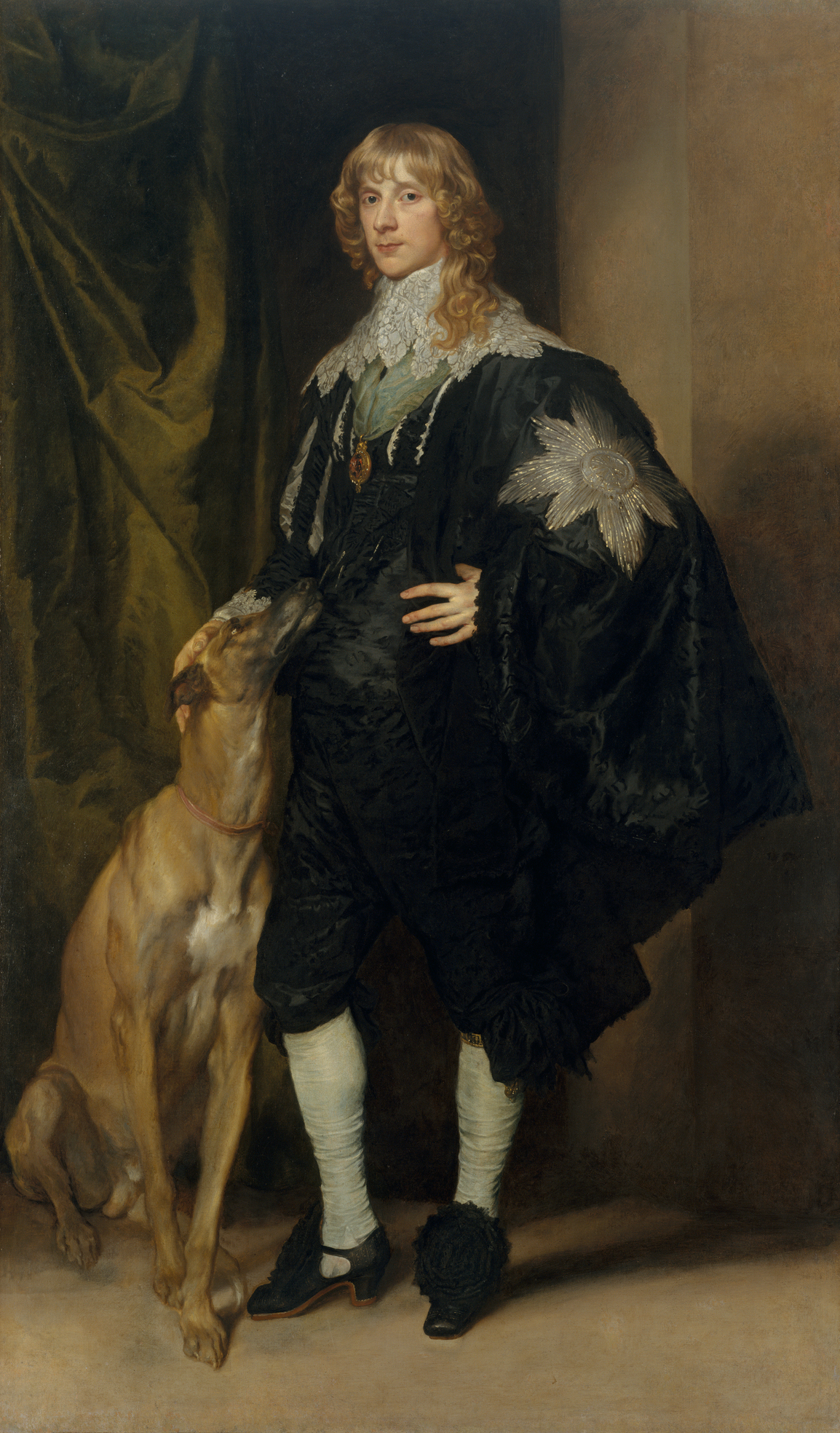
《里士满公爵》，约1637年
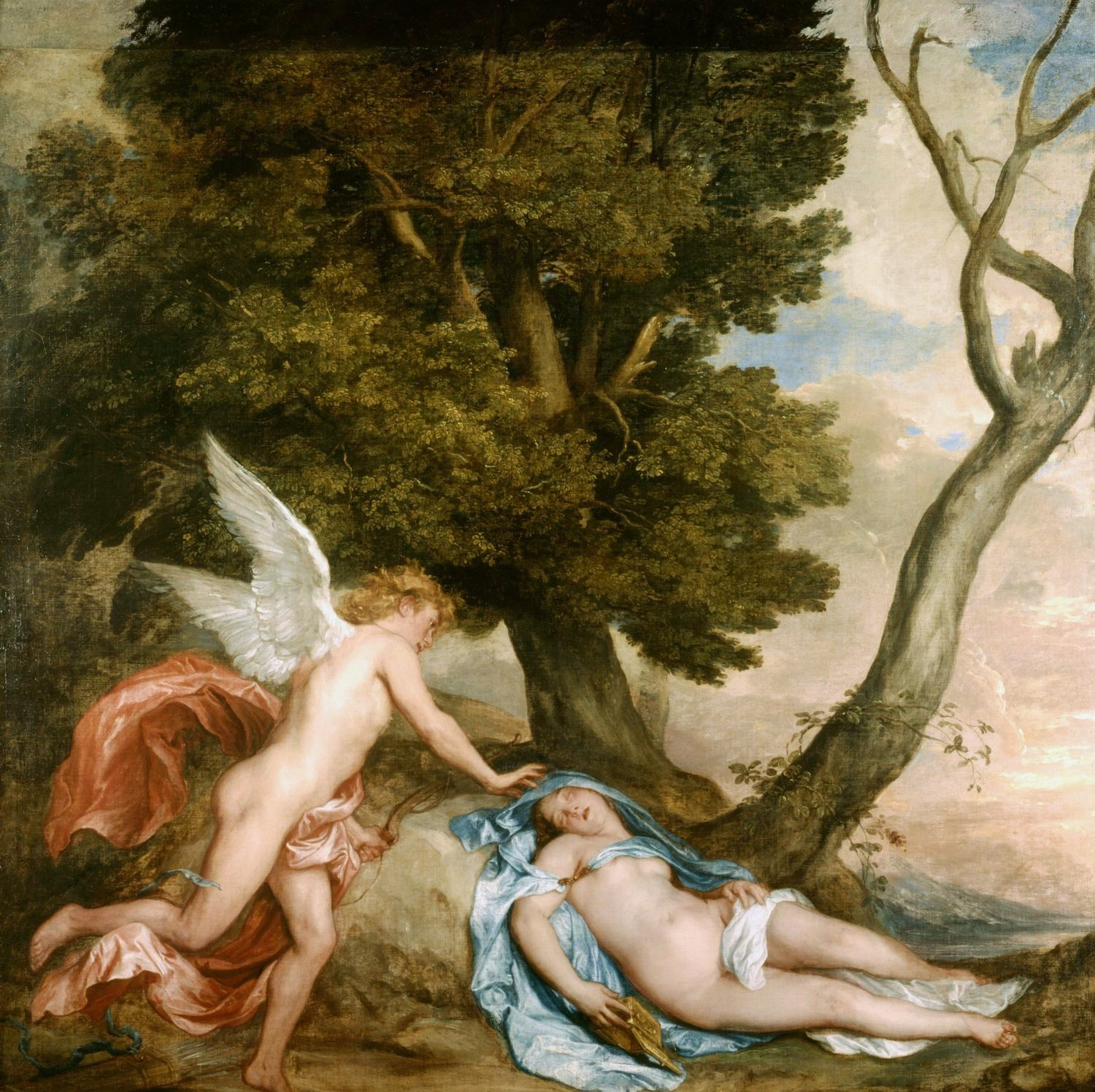
《丘比特与普塞克》，1638年
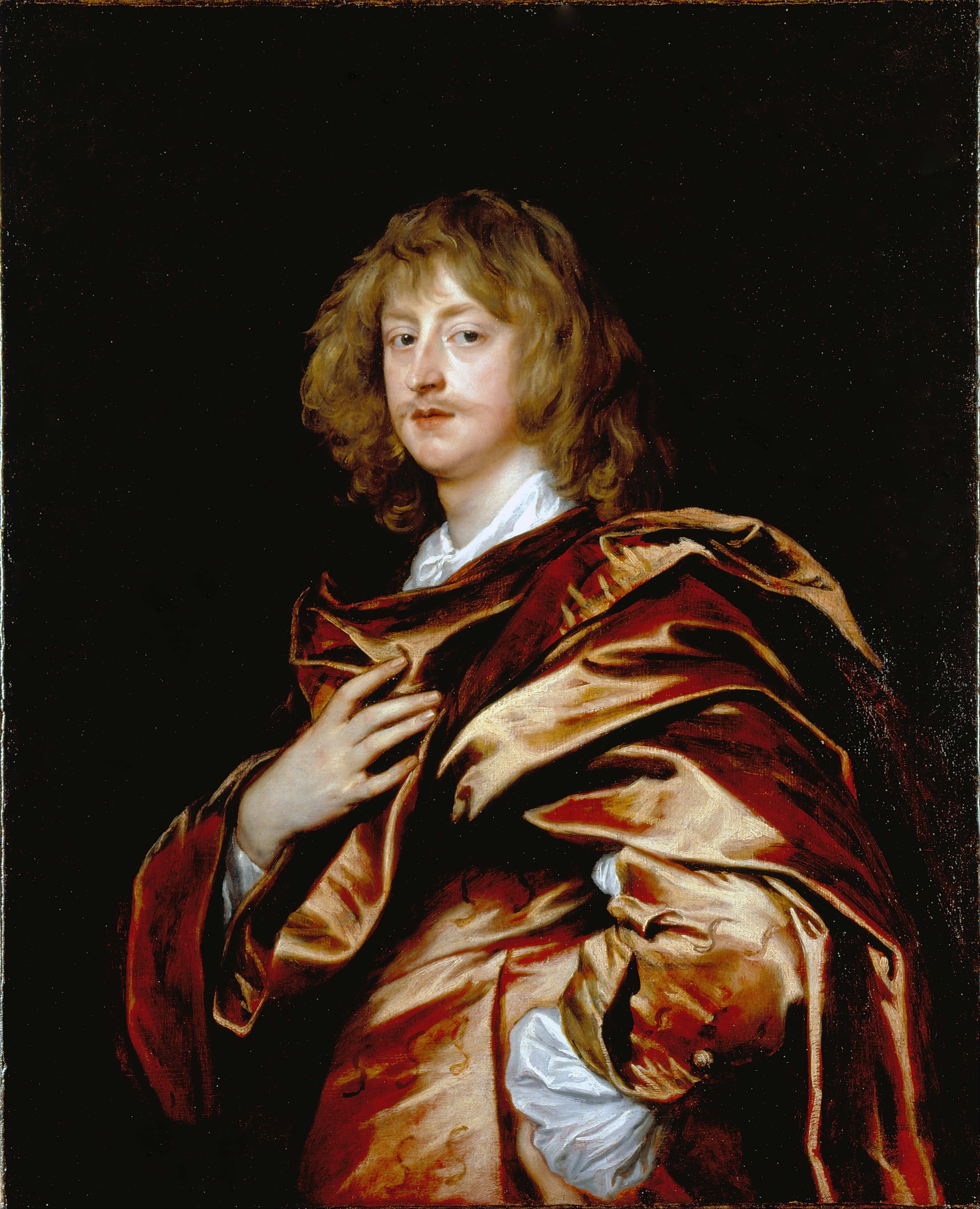
《布里斯多伯爵》，1638年